# Primera divisió espanyola de futbol 2017-2018
La temporada 2017–18 de la lliga espanyola de futbol, també coneguda com a La Liga Santander per raons comercials, va ser la 87a edició de la competició des del seu establiment. La competició va començar el 18 d'agost de 2017 i va acabar el 20 de maig 2018. El calendari de la temporada 2017–18 es va publicar el 21 de juliol de 2017.
El Reial Madrid CF era el club defensor del títol. El FC Barcelona, dirigit pel nou entrenador Ernesto Valverde, va guanyar el títol (25è campionat en total) després de vèncer el Deportivo de la Coruña per 4-2 el 29 d'abril 2018, a quatre jornades del final del campionat. El Barça guanyava així un doblet, ja que poc abans havia obtingut la Copa del Rei.
El Llevant UE, el Girona FC i el Getafe CF eren els clubs ascendits la temporada anterior, amb el Girona com a debutant a primera per primer cop en la seva història. Al final de la temporada, van baixar a segona el Màlaga CF, UD Las Palmas i Deportivo.

## Sistema de competició
Com en temporades anteriors, consta d'un grup únic integrat per vint clubs de l'estat espanyol. Seguint un sistema de lliga, els vint equips s'enfronten tots contra tots en dues ocasions, una en camp propi i una altra en camp contrari, sumant un total de 38 jornades. L'ordre dels partits es decideix per sorteig abans de començar la competició. La classificació final s'estableix tenint en compte els punts obtinguts en cada enfrontament, a raó de tres per partit guanyat, un per empat i cap en cas de derrota. Si en finalitzar el campionat dos equips igualen a punts, els mecanismes per desempatar la classificació són els següents:
- Qui tingui una major diferència entre gols a favor i en contra en els enfrontaments entre tots dos.
- Si persisteix l'empat, es té en compte la diferència de gols a favor i en contra en tots els partits del campionat.

Si l'empat a punts es produeix entre tres o més clubs, els successius mecanismes de desempat són els següents:
- La millor puntuació que correspon a cadascun d'acord amb els resultats dels partits jugats entre si pels clubs implicats.
- La major diferència de gols a favor i en contra, considerant únicament els partits jugats entre si pels clubs implicats.
- La major diferència de gols a favor i en contra tenint en compte totes les trobades del campionat.
- El major nombre de gols a favor tenint en compte tots els partits del campionat.

### Classificació per a competicions continentals
La UEFA atorga a la lliga espanyola sis places de classificació per a competicions continentals, que es distribueixen de la següent manera:
- El primer, segon i tercer classificats de la lliga accedeixen a disputar la Lliga de Campions des de la Fase de Grups.
- El cinquè classificat accedeix a disputar la Lliga Europea des de la Fase de Grups.
- El sisè classificat accedeix a disputar la Lliga Europea des de la Tercera Ronda Prèvia.

No obstant això, altres competicions poden alterar les places UEFA a què accediran els equips a final de temporada:
- Al campió de Copa li correspon una plaça per disputar la Fase de Grups de la Lliga Europea. No obstant això, si el campió de Copa ja s'ha classificat per a la Lliga de Campions a través de la Lliga, la seva plaça recau sobre el cinquè classificat de la lliga, la plaça del cinquè sobre el sisè, i la del sisè sobre el setè. En cas que el campió de Copa s'hagi classificat per a la Lliga Europea a través de la Lliga, es queda amb la plaça que li permet accedir a una ronda superior, en aquest cas la de Copa. Per tant, la plaça UEFA obtinguda a través de la lliga passa al següent classificat en lliga (no al subcampió de Copa).
- Quan un equip guanya una competició continental (concretament la Lliga de Campions o la Lliga Europea), a aquest equip se li atorga una plaça per disputar la següent edició de la Lliga de Campions des de la Fase de Grups. En cas que aquest equip ja hagués obtingut aquesta mateixa plaça a través de la Lliga, no se li concedeix la plaça reservada al campió. En canvi, si aquest equip va obtenir una plaça per a la Lliga de Campions a través de la Lliga, però aquesta l'obliga a començar des d'una ronda anterior, llavors sí rep la plaça reservada al campió. En qualsevol cas, la plaça sobrant mai passa al següent classificat de la lliga, sinó que desapareix.
- Si un equip que guanya una competició continental es classifica per a la Lliga Europea a través de la Lliga, obté la plaça reservada al campió (per ser millor), mentre que la seva plaça per a la Lliga Europea desapareix i no recau sobre el següent classificat en lliga (aquesta és l'única manera que cinc equips puguin classificar-se per a la Lliga de Campions).
- A més de les descrites a dalt, pot haver-hi més variables; però aquestes segueixen el mateix patró que les ja esmentades.

 Nota: Aquestes regles només són aplicables a la temporada actual, ja que poden variar d'un any a un altre. Per tant, no s'han de tenir en compte els casos de temporades anteriors ni posteriors. 

### Drets televisius
Per les plataformes digitals de Movistar+ i Vodafone TV es retransmet un partit per jornada -que triarà segons consideri oportú- i que és retransmès bé el dissabte a les 16:00 oa les 20: 45, o bé el diumenge a les 20:45. Ofert a través dels seus canals Movistar + o Movistar Partidazo.
Després d'aquesta elecció és la plataforma Gol qui tria el següent partit per interès de la jornada en què no hi participi algun dels següents equips: Reial Madrid, At. Madrid, Barcelona, València, Sevilla, Vila-real, Athletic o Reial Societat, i és retransmès el divendres a les 20:45. La resta de partits, vuit, són retransmesos per Bein Sports La Lliga completant la resta d'horaris fixats prèviament per La Lliga. Movistar+, Vodafone TV i Orange TV reben el senyal de Bein Sports.

## Clubs participants

### Equips per comunitat autònoma
| Núm. | Comunitat autònoma  | Equips                                                     |
| ---- | ------------------- | ---------------------------------------------------------- |
| 4    | Comunitat de Madrid | Atlètic de Madrid, CD Leganés, Getafe CF i Reial Madrid CF |
| 4    | País Basc           | Deportivo Alavés, Athletic Club, SD Eibar i Reial Societat |
| 3    | Andalusia           | Màlaga CF, Reial Betis i Sevilla FC                        |
| 3    | Catalunya           | FC Barcelona, RCD Espanyol i Girona FC                     |
| 3    | País Valencià       | València CF, Llevant UE i Vila-real CF                     |
| 2    | Galícia             | RC Celta de Vigo i RC Deportivo de La Coruña               |
| 1    | Illes Canàries      | UD Las Palmas                                              |

### Ascensos i descensos
Un total de 20 equips disputaran la lliga. La disputaran els 17 primers classificats de la Primera divisió 2016-17, els dos primers classificats de la Segona divisió 2016-17 i el vencedor d'una promoció disputada a aquest efecte entre el 3r, 4t 5è i 6è classificats de la Segona Divisió.
| Pos. | Descendits de la 1a Divisió 2016-17 |
| ---- | ----------------------------------- |
| 18è  | Real Sporting de Gijón              |
| 19è  | Club Atlético Osasuna               |
| 20è  | Granada Club de Fútbol              |

| Pos. | Ascendits de 2a Divisió 2016-17                             |
| ---- | ----------------------------------------------------------- |
| 1r.  | Llevant Unió Esportiva                                      |
| 2n.  | Girona Futbol Club                                          |
| 3r.  | Getafe Club de Fútbol (Play-off d'ascens a primera divisió) |

### Estadis i seus
L'Atlètic de Madrid jugarà al seu nou estadi, Wanda Metropolitano, que substitueix el vell, el Vicente Calderón, on havia jugat des de 1967.
El Deportivo de La Coruña va signar un contracte d'esponsorització amb Abanca per tal de reanomenar el seu estadi com a Abanca-Riazor.
Després del seu primer ascens a La Liga, el Girona FC ampliaria temporalment l'Estadi de Montilivi fins als 13,500 espectadors.
| Equip                  | Lloc          | Estadi                 | Capacitat |
| ---------------------- | ------------- | ---------------------- | --------- |
| Alavés                 | Vitòria       | Mendizorrotza          | 19.840    |
| Athletic Club          | Bilbao        | San Mamés              | 53.289    |
| Atlètic de Madrid      | Madrid        | Wanda Metropolitano    | 67.703    |
| FC Barcelona           | Barcelona     | Camp Nou               | 99.354    |
| Celta de Vigo          | Vigo          | Balaídos               | 29.000    |
| Deportivo de La Coruña | La Corunya    | Abanca-Riazor          | 32.912    |
| SD Eibar               | Eibar         | Ipurua                 | 7.083     |
| RCD Espanyol           | Barcelona     | RCDE Stadium           | 40.500    |
| Getafe CF              | Getafe        | Coliseum Alfonso Pérez | 17.000    |
| Girona FC              | Girona        | Montilivi              | 13.500    |
| UD Las Palmas          | Las Palmas    | Gran Canaria           | 33.111    |
| CD Leganés             | Leganés       | Butarque               | 10.922    |
| Llevant UE             | València      | Ciutat de València     | 26.354    |
| Màlaga CF              | Màlaga        | La Rosaleda            | 30.044    |
| Reial Betis            | Sevilla       | Benito Villamarín      | 60.720    |
| Reial Madrid           | Madrid        | Santiago Bernabéu      | 81.044    |
| Reial Societat         | Sant Sebastià | Anoeta                 | 32.000    |
| Sevilla FC             | Sevilla       | Ramón Sánchez Pizjuán  | 42.714    |
| València CF            | València      | Mestalla               | 49.500    |
| Vila-real CF           | Vila-real     | Estadi de la Ceràmica  | 24.890    |

### Persones i esponsorització
| Equip                  | Entrenador            | Capità           | Fabricant de l'equipació | Patrocinador de la samarreta                                          |
| ---------------------- | --------------------- | ---------------- | ------------------------ | --------------------------------------------------------------------- |
| Alavés                 | Luis Zubeldía         | Manu García      | Kelme                    | LEA, Àlaba,1, Euskaltel3                                              |
| Athletic Club          | José Ángel Ziganda    | Markel Susaeta   | New Balance              | Kutxabank                                                             |
| Atlético de Madrid     | Diego Simeone         | Gabi             | Nike                     | Plus500                                                               |
| Barcelona              | Ernesto Valverde      | Andrés Iniesta   | Nike                     | Rakuten, UNICEF,1 Beko2                                               |
| Celta de Vigo          | Juan Carlos Unzué     | Hugo Mallo       | Adidas                   | Estrella Galicia 0,0, Luckia,1 Abanca3                                |
| Deportivo de La Coruña | Pepe Mel              | Pedro Mosquera   | Macron                   | Estrella Galicia 0,0, Abanca,1 Luckia2                                |
| Eibar                  | José Luis Mendilibar  | Dani García      | Puma                     | AVIA, Wiko13                                                          |
| Espanyol               | Quique Sánchez Flores | Javi López       | Joma                     | Rastar Group, InnJoo,1 Riviera Maya3                                  |
| Getafe                 | José Bordalás         | Mehdi Lacen      | Joma                     | Tecnocasa Group                                                       |
| Girona                 | Pablo Machín          | Eloi Amagat      | Umbro                    | StarCasino,1 Costa Brava3                                             |
| Las Palmas             | Manolo Márquez        | David García     | Acerbis                  | Gran Canaria, Kalise Menorquina,2 Binter Canarias,3 beCordial Sports3 |
| Leganés                | Asier Garitano        | Martín Mantovani | Joma                     | GoldenPark,1 Sambil Outlet Madrid2                                    |
| Llevant UE             | Juan Muñiz            | Pedro López      | Macron                   | East United, València1                                                |
| Màlaga                 | Míchel                | Recio            | Nike                     | Marathonbet, Benahavís1                                               |
| Reial Betis            | Quique Setién         | Joaquín          | Adidas                   | Wiko,1 Reale Seguros2                                                 |
| Real Madrid            | Zinédine Zidane       | Sergio Ramos     | Adidas                   | Emirates                                                              |
| Real Sociedad          | Eusebio Sacristán     | Xabi Prieto      | Adidas                   | Qbao.com, Kutxabank1                                                  |
| Sevilla                | Eduardo Berizzo       | Nicolás Pareja   | New Balance              | PlayWSOP.com                                                          |
| València               | Marcelino             | Daniel Parejo    | Adidas                   | BLU, beIN Sports,1 Alfa Romeo3                                        |
| Vila-real              | Fran Escribá          | Bruno            | Joma                     | Pamesa Cerámica                                                       |

1. ^ Darrere la samarreta.
2. ^ A les mànigues.
3. ^ Als pantalons.

## Classificació i resultats

### Taula classificatòria
| Pos | Equip                  | PJ | PG | PE | PP | GF | GC | DG  | Pts | Classificació o descens                                    |
| --- | ---------------------- | -- | -- | -- | -- | -- | -- | --- | --- | ---------------------------------------------------------- |
| 1   | FC Barcelona           | 38 | 28 | 9  | 1  | 99 | 29 | +70 | 93  | Classificació per la Fase de Grups de la Lliga de Campions |
| 2   | Atlètic de Madrid      | 38 | 23 | 10 | 5  | 58 | 22 | +36 | 79  | Classificació per la Fase de Grups de la Lliga de Campions |
| 3   | Reial Madrid CF        | 38 | 22 | 10 | 6  | 94 | 44 | +50 | 76  | Classificació per la Fase de Grups de la Lliga de Campions |
| 4   | València CF            | 38 | 22 | 7  | 9  | 65 | 38 | +27 | 73  | Classificació per la Fase de Grups de la Lliga de Campions |
| 5   | Vila-real CF           | 38 | 18 | 7  | 13 | 57 | 50 | +7  | 61  | Classificació per la Fase de Grups de la Lliga Europa      |
| 6   | Reial Betis            | 38 | 18 | 6  | 14 | 60 | 61 | −1  | 60  | Classificació per la Fase de Grups de la Lliga Europa      |
| 7   | Sevilla FC             | 38 | 17 | 7  | 14 | 49 | 58 | −9  | 58  | Classificació per la Segona Ronda de la Lliga Europa       |
| 8   | Getafe CF              | 38 | 15 | 10 | 13 | 42 | 33 | +9  | 55  |                                                            |
| 9   | SD Eibar               | 38 | 14 | 9  | 15 | 44 | 50 | −6  | 51  |                                                            |
| 10  | Girona FC              | 38 | 14 | 9  | 15 | 50 | 59 | −9  | 51  |                                                            |
| 11  | RCD Espanyol           | 38 | 12 | 13 | 13 | 36 | 42 | −6  | 49  |                                                            |
| 12  | Reial Societat         | 38 | 14 | 7  | 17 | 66 | 59 | +7  | 49  |                                                            |
| 13  | Celta de Vigo          | 38 | 13 | 10 | 15 | 59 | 60 | −1  | 49  |                                                            |
| 14  | Alavés                 | 38 | 15 | 2  | 21 | 40 | 50 | −10 | 47  |                                                            |
| 15  | Llevant UE             | 38 | 11 | 13 | 14 | 44 | 58 | −14 | 46  |                                                            |
| 16  | Athletic Club          | 38 | 10 | 13 | 15 | 41 | 49 | −8  | 43  |                                                            |
| 17  | CD Leganés             | 38 | 12 | 7  | 19 | 34 | 51 | −17 | 43  |                                                            |
| 18  | Deportivo de La Coruña | 38 | 6  | 11 | 21 | 38 | 76 | −38 | 29  | Descens a la Segona Divisió                                |
| 19  | UD Las Palmas          | 38 | 5  | 7  | 26 | 24 | 74 | −50 | 22  | Descens a la Segona Divisió                                |
| 20  | Màlaga CF              | 38 | 5  | 5  | 28 | 24 | 61 | −37 | 20  | Descens a la Segona Divisió                                |

### Resultats
| Casa \ Fora            | ALA | ATH | ATM | BAR | CEL | DEP | EIB | ESP | GET | GIR | LPA | LEG | LEV | MGA | BET | RMA | RSO | SEV | VAL | VIL |
| ---------------------- | --- | --- | --- | --- | --- | --- | --- | --- | --- | --- | --- | --- | --- | --- | --- | --- | --- | --- | --- | --- |
| Alavés                 | —   | 3–1 | 0–1 | 0–2 | 2–1 | 1–0 | 1–2 | 1–0 | 2–0 | 1–2 | 2–0 | 2–2 | 1–0 | 1–0 | 1–3 | 1–2 | 0–2 | 1–0 | 1–2 | 0–3 |
| Athletic Club          | 2–0 | —   | 1–2 | 0–2 | 1–1 | 2–3 | 1–1 | 0–1 | 0–0 | 2–0 | 0–0 | 2–0 | 1–3 | 2–1 | 2–0 | 0–0 | 0–0 | 1–0 | 1–1 | 1–1 |
| Atlètic de Madrid      | 1–0 | 2–0 | —   | 1–1 | 3–0 | 1–0 | 2–2 | 0–2 | 2–0 | 1–1 | 3–0 | 4–0 | 3–0 | 1–0 | 0–0 | 0–0 | 2–1 | 2–0 | 1–0 | 1–1 |
| FC Barcelona           | 2–1 | 2–0 | 1–0 | —   | 2–2 | 4–0 | 6–1 | 5–0 | 0–0 | 6–1 | 3–0 | 3–1 | 3–0 | 2–0 | 2–0 | 2–2 | 1–0 | 2–1 | 2–1 | 5–1 |
| Celta de Vigo          | 1–0 | 3–1 | 0–1 | 2–2 | —   | 1–1 | 2–0 | 2–2 | 1–1 | 3–3 | 2–1 | 1–0 | 4–2 | 0–0 | 3–2 | 2–2 | 2–3 | 4–0 | 1–1 | 0–1 |
| Deportivo de La Coruña | 1–0 | 2–2 | 0–1 | 2–4 | 1–3 | —   | 1–1 | 0–0 | 2–1 | 1–2 | 1–1 | 1–0 | 2–2 | 3–2 | 0–1 | 0–3 | 2–4 | 0–0 | 1–2 | 2–4 |
| SD Eibar               | 0–1 | 0–1 | 0–1 | 0–2 | 0–4 | 0–0 | —   | 3–1 | 0–1 | 4–1 | 1–0 | 1–0 | 2–2 | 1–1 | 5–0 | 1–2 | 0–0 | 5–1 | 2–1 | 1–0 |
| RCD Espanyol           | 0–0 | 1–1 | 1–0 | 1–1 | 2–1 | 4–1 | 0–1 | —   | 1–0 | 0–1 | 1–1 | 0–1 | 0–0 | 4–1 | 1–0 | 1–0 | 2–1 | 0–3 | 0–2 | 1–1 |
| Getafe CF              | 4–1 | 2–2 | 0–1 | 1–2 | 3–0 | 3–0 | 0–0 | 1–0 | —   | 1–1 | 2–0 | 0–0 | 0–1 | 1–0 | 0–1 | 1–2 | 2–1 | 0–1 | 1–0 | 4–0 |
| Girona FC              | 2–3 | 2–0 | 2–2 | 0–3 | 1–0 | 2–0 | 1–4 | 0–2 | 1–0 | —   | 6–0 | 3–0 | 1–1 | 1–0 | 0–1 | 2–1 | 1–1 | 0–1 | 0–1 | 1–2 |
| UD Las Palmas          | 0–4 | 1–0 | 1–5 | 1–1 | 2–5 | 1–3 | 1–2 | 2–2 | 0–1 | 1–2 | —   | 0–2 | 0–2 | 1–0 | 1–0 | 0–3 | 0–1 | 1–2 | 2–1 | 0–2 |
| CD Leganés             | 1–0 | 1–0 | 0–0 | 0–3 | 1–0 | 0–0 | 0–1 | 3–2 | 1–2 | 0–0 | 0–0 | —   | 0–3 | 2–0 | 3–2 | 1–3 | 1–0 | 2–1 | 0–1 | 3–1 |
| Llevant UE             | 0–2 | 1–2 | 0–5 | 5–4 | 0–1 | 2–2 | 2–1 | 1–1 | 1–1 | 1–2 | 2–1 | 0–0 | —   | 1–0 | 0–2 | 2–2 | 3–0 | 2–1 | 1–1 | 1–0 |
| Màlaga CF              | 0–3 | 3–3 | 0–1 | 0–2 | 2–1 | 3–2 | 0–1 | 0–1 | 0–1 | 0–0 | 1–3 | 0–2 | 0–0 | —   | 0–2 | 1–2 | 2–0 | 0–1 | 1–2 | 1–0 |
| Reial Betis            | 2–0 | 0–2 | 0–1 | 0–5 | 2–1 | 2–1 | 2–0 | 3–0 | 2–2 | 2–2 | 1–0 | 3–2 | 4–0 | 2–1 | —   | 3–5 | 0–0 | 2–2 | 3–6 | 2–1 |
| Reial Madrid CF        | 4–0 | 1–1 | 1–1 | 0–3 | 6–0 | 7–1 | 3–0 | 2–0 | 3–1 | 6–3 | 3–0 | 2–1 | 1–1 | 3–2 | 0–1 | —   | 5–2 | 5–0 | 2–2 | 0–1 |
| Reial Societat         | 2–1 | 3–1 | 3–0 | 2–4 | 1–2 | 5–0 | 3–1 | 1–1 | 1–2 | 5–0 | 2–2 | 3–2 | 3–0 | 0–2 | 4–4 | 1–3 | —   | 3–1 | 2–3 | 3–0 |
| Sevilla FC             | 1–0 | 2–0 | 2–5 | 2–2 | 2–1 | 2–0 | 3–0 | 1–1 | 1–1 | 1–0 | 1–0 | 2–1 | 0–0 | 2–0 | 3–5 | 3–2 | 1–0 | —   | 0–2 | 2–2 |
| València CF            | 3–1 | 3–2 | 0–0 | 1–1 | 2–1 | 2–1 | 0–0 | 1–0 | 1–2 | 2–1 | 1–0 | 3–0 | 3–1 | 5–0 | 2–0 | 1–4 | 2–1 | 4–0 | —   | 0–1 |
| Vila-real CF           | 1–2 | 1–3 | 2–1 | 0–2 | 4–1 | 1–1 | 3–0 | 0–0 | 1–0 | 0–2 | 4–0 | 2–1 | 2–1 | 2–0 | 3–1 | 2–2 | 4–2 | 2–3 | 1–0 | —   |